# George M. Cohan
George Michael Cohan (3. juli 1878 i Providence, Rhode Island – 5. november 1942 i New York City) var en amerikansk komponist, forfatter og skuespiller. Cohan skrev en række Broadway-musicaler, sange (Give My Regards to Broadway, Over There) samt flere skuespil. Hans liv blev fremstillet i filmen Yankee Doodle Dandy (1942) med James Cagney som Cohan.

## Værker
- "You're a Grand Old Flag" – hyldest til USA's flag